# Guillermo Ferrer y Puig
Guillermo Ferrer y Puig (1759-1833) fue un pintor español.

## Biografía
Nacido en Palma de Mallorca el 27 de marzo de 1759, era hijo de Antonio y María Francisca, además de nieto del reputado escultor de igual nombre y apellido. Estudió el latín y otros conocimientos literarios, si bien destacó en las clases de dibujo, como lo acreditaría el premio que en 1779 obtuvo en la Sociedad Económica mallorquina.
Puesto bajo la dirección de Francisco Montaner para el estudio del colorido, y trasladado después a Francia, pintó en Montpellier el Triunfo de Baco, lienzo que regaló al marqués del Reguer, en cuya casa se conservaba. Vuelto a la isla, y dedicado a la enseñanza, formó buenos discípulos, entre los que se contaron Agustín Buades, Gabriel Reinés y Damián Boscana y Furió. Habría fallecido el 24 de diciembre de 1833.